# Абубакар, Абдусалам
Абдусала́ми Абуба́кар (англ. Abdulsalami Abubakar МФА: [ˌɑːbdəlsəˈlæmi ˌɑːbuˈbɑːkɑːr]о файле; род. 13 июня 1942, Минна, Северный регион) — нигерийский государственный деятель, президент Нигерии с 9 июня 1998 по 29 мая 1999 года.

## Биография
Абдулсалами Абубакар по национальности гбари. Начальное образование получил в родном городе, затем окончил технический институт в Кадуне. Затем вступил в ряды вооружённых сил Нигерии. Проходил службу во Временных силах ООН в Ливане, затем дослужился до начальника штаба обороны.
Состоит в браке, имеет шестерых детей.

## Президентство
Несмотря на то, что демократические выборы были проведены в 1993 году, они были отменены генералом Ибрагимом Бабангидой. Затем после короткого гражданского правления к власти вновь пришли военные. Абдусалами Абубакар был приведён к присяге в качестве президента 9 июня 1998 года после неожиданной смерти Абача. Абубакар объявил о недельном национальном трауре в память об умершем предшественнике.
Через несколько дней после вступления в должность Абубакар обещал провести демократические выборы в течение года и передать власть избранному президенту. Он создал Независимую национальную избирательную комиссию (ИНЭК), назначив бывшего судью Верховного суда Ефрейма Акпату председателем. ИНЭК провела серию выборов в районах местного самоуправления в декабре 1998 года, затем выборы губернаторов штатов, Национальной ассамблеи и, наконец, выборы президента страны 27 февраля 1999 года. Хотя были предприняты усилия для обеспечения того, чтобы выборы были свободными и справедливыми, были многочисленные нарушения, которые вызвали критику иностранных наблюдателей.
В отличие от своих предшественников Абубакар сдержал слово и передал власть избранному президенту Олусегуну Обасанджо 29 мая 1999 года. Именно во время его руководства Нигерия приняла новую конституцию 5 мая 1999 года, которая вступила в силу, уже когда Обасанджо стал президентом.